# Paris Saint-Germain Football Club 2014-2015 (femminile)
Questa voce raccoglie le informazioni riguardanti la squadra femminile del Paris Saint-Germain nelle competizioni ufficiali della stagione 2015-2016.

## Divise e sponsor
La grafica è quella adottata dalla squadra maschile del Paris Saint-Germain la precedente stagione. Lo sponsor tecnico per la stagione 2014-2015 è Nike, mentre lo sponsor ufficiale è la rete televisiva sportiva globale beIN Sports.
| Casa | Trasferta | Terza divisa |  |

## Organigramma societario
Area tecnica
- Allenatore: Farid Benstiti
- Vice allenatore: Christophe Gamel
- Preparatore dei portieri: José Da Silva
- Preparatore atletico: Dimitri Lipoff
- Medico sociale: Thong N'Guyen
- Fisioterapista: Gwenaëlle Pelé

## Rosa
| N. |                        | Ruolo | Calciatrice          |
| -- | ---------------------- | ----- | -------------------- |
| 1  | Polonia (bandiera)     | P     | Katarzyna Kiedrzynek |
| 2  | Francia (bandiera)     | C     | Kenza Dali           |
| 3  | Francia (bandiera)     | D     | Laure Boulleau       |
| 4  | Francia (bandiera)     | D     | Laura Georges        |
| 5  | Francia (bandiera)     | D     | Sabrina Delannoy     |
| 6  | Francia (bandiera)     | C     | Maëva Salomon        |
| 7  | Stati Uniti (bandiera) | A     | Lindsey Horan        |
| 8  | Francia (bandiera)     | C     | Cathy Couturier      |
| 9  | Svezia (bandiera)      | A     | Kosovare Asllani     |
| 10 | Germania (bandiera)    | C     | Linda Bresonik       |
| 11 | Francia (bandiera)     | D     | Jessica Houara       |
| 12 | Francia (bandiera)     | A     | Léa Declerq          |
| 13 | Germania (bandiera)    | D     | Annike Krahn         |
| 14 | Francia (bandiera)     | C     | Kheira Hamraoui      |

| N. |                       | Ruolo | Calciatrice        |
| -- | --------------------- | ----- | ------------------ |
| 15 | Francia (bandiera)    | A     | Ouleymata Sarr     |
| 16 | Francia (bandiera)    | P     | Karima Benameur    |
| 17 | Francia (bandiera)    | C     | Aurélie Kaci       |
| 18 | Francia (bandiera)    | A     | Marie-Laure Delie  |
| 19 | Germania (bandiera)   | C     | Fatmire Alushi     |
| 20 | Francia (bandiera)    | A     | Perle Morroni      |
| 22 | Germania (bandiera)   | D     | Josephine Henning  |
| 23 | Italia (bandiera)     | D     | Sara Gama          |
| 24 | Francia (bandiera)    | C     | Ghoutia Karchouni  |
| 27 | Svezia (bandiera)     | C     | Caroline Seger     |
| 28 | Costa Rica (bandiera) | C     | Shirley Cruz Traña |
| 30 | Germania (bandiera)   | P     | Ann-Katrin Berger  |
| 33 | Francia (bandiera)    | D     | Hawa Cissoko       |

## Calciomercato

### Sessione estiva
| Acquisti | Acquisti          | Acquisti                | Acquisti                  |
| R.       | Nome              | da                      | Modalità                  |
| -------- | ----------------- | ----------------------- | ------------------------- |
| P        | Ann-Katrin Berger | Turbine Potsdam         | definitivo                |
| D        | Josephine Henning | Wolfsburg               | definitivo                |
| D        | Perle Morroni     | Paris Saint-Germain U19 | aggregata dalle giovanili |
| C        | Fatmire Alushi    | 1. FFC Francoforte      | definitivo                |
| C        | Anissa Lahmari    | Paris Saint-Germain U19 | aggregata dalle giovanili |
| C        | Caroline Seger    | Tyresö FF               | definitivo                |

| Cessioni | Cessioni         | Cessioni            | Cessioni      |
| R.       | Nome             | a                   | Modalità      |
| -------- | ---------------- | ------------------- | ------------- |
| C        | Tobin Heath      | Portland Thorns     | fine prestito |
| C        | Caroline Pizzala | Olympique Marsiglia | definitivo    |

## Risultati

### Division 1

#### Girone di andata
| Arbitro: | Coppola |

|                                             |           |  |
| Cruz 9’, 59’ Dali 34’ Asllani 68’ Delie 69’ | Marcatori |  |

| Arbitro: | Bonnin |

|  |           |                                |
|  | Marcatori | 22’ Dali 33’ Asllani 73’ Horan |

| Arbitro: | Bartnik |

|                                                               |           |  |
| Seger 31’ Cruz 36’ Alushi 58’ Horan 61’ Asllani 76’, 81’, 88’ | Marcatori |  |

| Arbitro: | Guillemin |

|  |           |           |
|  | Marcatori | 89’ Horan |

| Arbitro: | Bourquin |

|                       |           |  |
| Asllani 60’ Horan 74’ | Marcatori |  |

| Arbitro: | Craipeau |

|  |           |                |
|  | Marcatori | 24’, 41’ Horan |

| Arbitro: | Lasalle |

|                                                      |           |  |
| Asllani 44’, 75’ Seger 53’, 90’ Horan 63’ Alushi 73’ | Marcatori |  |

| Arbitro: | Guillemin |

|                          |           |         |
| Schelin 4’ Hegerberg 61’ | Marcatori | 8’ Kaci |

| Arbitro: | Vanstaevel |

|                                                              |           |  |
| Delie 7’, 32’, 82’ Bresonik 34’ Delannoy 60’ (rig.) Gama 70’ | Marcatori |  |

| Arbitro: | Coppola |

|              |           |  |
| Dali 9’, 61’ | Marcatori |  |

| Arbitro: | Zinck |

|              |           |                                |
| Lemaître 84’ | Marcatori | 5’ Georges 30’ Houara 46’ Kaci |

#### Girone di ritorno
| Arbitro: | Launay |

|                   |           |                |
| Cruz 33’ Kaci 66’ | Marcatori | 74’ Furuberget |

| Arbitro: | Bourquin |

|  |           |                                                                              |
|  | Marcatori | 26’, 69’ Seger 31’, 51’ Dali 34’ Horan 44’, 62’ Asllani 89’ Delie 90+2’ Cruz |

| Arbitro: | Bartnik |

|                   |           |           |
| Horan 8’ Dali 38’ | Marcatori | 29’ Gadéa |

| Arbitro: | Nicolosi |

|  |           |                                        |
|  | Marcatori | 24’ (rig.) Dali 54’ Bajramaj 80’ Seger |

| Arbitro: | Efe |

|                                                            |           |  |
| Asllani 13’ Hamraoui 44’ Boulleau 64’ Delie 75’ Sarr 90+1’ | Marcatori |  |

| Arbitro: | Bartnik |

|  |           |                                              |
|  | Marcatori | 19’ Delie 22’ Cruz 38’ Delannoy 69’ Bajramaj |

| Arbitro: | Coppola |

|  |           |                                                    |
|  | Marcatori | 30’ Abily 35’ Schelin 57’ Bussaglia 59’ Dickenmann |

| Arbitro: | Coppola |

|  |           |                                                                                  |
|  | Marcatori | 9’, 26’ (rig.) Dali 18’, 41’, 50’, 79’ Delie 36’, 45’ Asllani 39’ Cruz 67’ Seger |

| Arbitro: | Bourquin |

|  |           |                                                                  |
|  | Marcatori | 31’ Dali 44’ Kaci 70’, 73’ Delie 71’ Alushi 76’ Georges 78’ Sarr |

| Arbitro: | Vanstaevel |

|                                   |           |  |
| Sarr 2’, 36’, 45’, 61’ Katoto 88’ | Marcatori |  |

| Arbitro: | Bartnik |

|  |           |                                      |
|  | Marcatori | 63’ Hamraoui 72’ Delie 90+3’ Lahmari |

### Coppa di Francia
| Arbitro: | Maubacq |

|                                                               |           |  |
| Dali 28’, 77’ (rig.) Delie 37’, 47’ Hamraoui 52’ Bajramaj 61’ | Marcatori |  |

| Arbitro: | Craipeau |

|                                     |                      |                    |
| Belkacemi Djebbar Bourgouin Pascaud | Tiri di rigore 3 – 1 | Delannoy Dali Cruz |

| Arbitro: | Lasalle |

|           |                      |           |
| Diallo 1’ | Marcatori            | 29’ Delie |
|           | Tiri di rigore 7 – 6 |           |

### UEFA Women's Champions League
| Arbitro: | Hussein |

|            |           |                            |
| Jansen 61’ | Marcatori | 10’ Asllani 20’ Cruz Traña |

| Arbitro: | Pirie |

|           |           |  |
| Horan 83’ | Marcatori |  |

| Arbitro: | Monzul' |

|            |           |           |
| Alushi 49’ | Marcatori | 21’ Petit |

| Arbitro: | Kulcsár |

|  |           |            |
|  | Marcatori | 80’ Alushi |

| Arbitro: | Hussein |

|  |           |                          |
|  | Marcatori | 19’ Lahmari 53’ Hamraoui |

| Arbitro: | Gaál |

|                                                                      |           |  |
| Lappin 26’ (aut.) Delie 54’, 68’ Delannoy 65’ (rig.) Dali 87’ (rig.) | Marcatori |  |

| Arbitro: | Larsson |

|  |           |                                    |
|  | Marcatori | 12’ (rig.) Delannoy 26’ Cruz Traña |

| Arbitro: | Monzul' |

|         |           |                        |
| Kaci 6’ | Marcatori | 71’ Müller 74’ Jakabfi |

| Arbitro: | Staubli |

|                          |           |           |
| Šašić 32’ Islacker 90+1’ | Marcatori | 40’ Delie |

## Statistiche

### Statistiche di squadra
| Competizione     | Punti | In casa | In casa | In casa | In casa | In casa | In casa | In trasferta | In trasferta | In trasferta | In trasferta | In trasferta | In trasferta | Totale | Totale | Totale | Totale | Totale | Totale | DR  |
| Competizione     | Punti | G       | V       | N       | P       | Gf      | Gs      | G            | V            | N            | P            | Gf           | Gs           | G      | V      | N      | P      | Gf     | Gs     | DR  |
| ---------------- | ----- | ------- | ------- | ------- | ------- | ------- | ------- | ------------ | ------------ | ------------ | ------------ | ------------ | ------------ | ------ | ------ | ------ | ------ | ------ | ------ | --- |
| Division 1       | 82    | 11      | 10      | 0       | 1       | 42      | 6       | 11           | 10           | 0            | 1            | 46           | 3            | 22     | 20     | 0      | 2      | 88     | 9      | +79 |
| Coppa di Francia | -     | 1       | 1       | 0       | 0       | 6       | 0       | 2            | 0            | 2            | 0            | 1            | 1            | 3      | 1      | 2      | 0      | 7      | 1      | +6  |
| Champions League | -     | 4       | 2       | 1       | 1       | 8       | 3       | 5            | 4            | 0            | 1            | 8            | 3            | 9      | 6      | 1      | 2      | 16     | 6      | +10 |
| Totale           | -     | 16      | 13      | 1       | 2       | 56      | 9       | 18           | 14           | 2            | 2            | 55           | 7            | 34     | 27     | 3      | 4      | 111    | 16     | +95 |

### Andamento in campionato
| Giornata  | 1 | 2 | 3 | 4 | 5 | 6 | 7 | 8 | 9 | 10 | 11 | 12 | 13 | 14 | 15 | 16 | 17 | 18 | 19 | 20 | 21 | 22 |
| --------- | - | - | - | - | - | - | - | - | - | -- | -- | -- | -- | -- | -- | -- | -- | -- | -- | -- | -- | -- |
| Luogo     | C | T | C | T | C | T | C | T | C | C  | T  | C  | T  | C  | T  | C  | T  | C  | T  | T  | C  | T  |
| Risultato | V | V | V | V | V | V | V | P | V | V  | V  | V  | V  | V  | V  | V  | V  | P  | V  | V  | V  | V  |
| Posizione | 1 | 2 | 2 | 2 | 2 | 2 | 2 | 2 | 2 | 2  | 2  | 2  | 2  | 2  | 2  | 2  | 2  | 2  | 2  | 2  | 2  | 2  |

Legenda:

Luogo: C = Casa; T = Trasferta. Risultato: V = Vittoria; N = Pareggio; P = Sconfitta.

### Statistiche delle giocatrici
| Giocatore | Division 1 | Division 1 | Division 1  | Division 1 | Coppa di Francia | Coppa di Francia | Coppa di Francia | Coppa di Francia | Champions League | Champions League | Champions League | Champions League | Totale   | Totale | Totale      | Totale     |
| Giocatore | Presenze   | Reti       | Ammonizioni | Espulsioni | Presenze         | Reti             | Ammonizioni      | Espulsioni       | Presenze         | Reti             | Ammonizioni      | Espulsioni       | Presenze | Reti   | Ammonizioni | Espulsioni |
| --------- | ---------- | ---------- | ----------- | ---------- | ---------------- | ---------------- | ---------------- | ---------------- | ---------------- | ---------------- | ---------------- | ---------------- | -------- | ------ | ----------- | ---------- |
| F. Alushi | 14         | 5          | 3           | 0          | 3                | 1                | 0                | 0                | 7                | 2                | 0                | 0                | 24       | 8      | 3           | 0          |